# Okręty desantowe typu Anchorage
Okręty desantowe typu Anchorage – amerykańskie okręty desantowe (ang. Dock Landing Ship) z lat sześćdziesiątych XX wieku, zbudowane w ilości 5 jednostek.

## Historia
Na początku lat sześćdziesiątych XX wieku przystąpiono do opracowywania okrętów desantowych nowej klasy okrętów – doków, zdolnych zarówno do przewozu wojsk, jak również mniejszych jednostek desantowych. Tak powstał typ Anchorage.
Okręty tego typu były przeznaczone do przewozu pododdziałów, środków desantowych i pojazdów. Przestrzeń ładunkowa dla pojazdów znajduje się na platformie śmigłowcowej, pokładzie głównym, międzypokładzie oraz w ładowni studniowej. Część pokładu głównego i platforma śmigłowcowa mogą być zdemontowane w celu powiększenia przestrzeni ładowni studniowej.
Pojazdy ładowane są na okręt z pływających środków desantowych przez ładownie studniową lub podnoszone dźwigiem na pokład główny i przetaczane rampami międzypokładowymi do ładowni. Ładownia studniowa może pomieścić każdy typ pływających środków desantowych. Ładunki drobnicowe odpowiednio opakowane mogą być składowane na międzypokładzie. Do składowania amunicji przewożonych pododdziałów wykorzystuje się również dwa magazyny amunicyjne okrętów.
Budowę okrętów desantowych typu Anchorage przystąpiono w 1965 roku i zakończono w 1967. Zbudowano 5 okrętów tego typu.

## Losy poszczególnych jednostek
Wszystkie okręty tego typu brały udział w wojnie wietnamskiej oraz we wszystkich konfliktach, gdzie uczestniczyły oddziały Marines po 1969 roku. Zostały wycofane ze służby w okresie 1998-2003.

### Anchorage (LSD-36)
Położenie stępki w dniu 29 czerwca 1965 roku w stoczni Ingalls Shipbulding w Pascagoula. Włączenie w skład floty 20 lutego 1969 roku. Port macierzysty – San Diego.
Wycofany ze służby – 1 października 2003 roku

### Portland (LSD-37)
Położenie stępki w dniu 25 lutego 1966 roku w stoczni Bath Iron Works. Włączenie w skład floty – 3 października 1970 roku. Port macierzysty – Little Creek.
Wycofany ze służby – 4 sierpnia 2003 roku.

### Pensacola (LSD-38)
Położenie stępki w dniu 25 lutego 1966 roku w stoczni Bath Iron Works. Włączenie w skład floty – 1 marca 1971 roku. Port macierzysty – Little Creek.
Wycofany ze służby – 30 września 1999 roku

### Mount Vernon (LSD-39)
Położenie stępki w dniu 25 lutego 1966 roku w stoczni Bath Iron Works. Włączenie w skład floty – 1 kwietnia 1972 roku. Port macierzysty – San Diego.
Wycofany ze służby – 25 lipca 2003 roku

### Fort Fisher (LSD-40)
Położenie stępki w dniu 2 maja 1967 roku w stoczni Bath Iron Works. Włączenie w skład floty – 9 grudnia 1972 roku. Port macierzysty – San Diego.
Wycofany ze służby – 27 czerwca 1998 roku.

## Dane taktyczno-techniczne
- Wyporność:
  - standardowa: 8600 t
  - pełna: 13 700 t
- Wymiary:
  - długość: 168,6 m
  - szerokość: 25,6 m
  - zanurzenie: 6,0 m
- Napęd: turbiny parowe o mocy 24 000 KM
- Prędkość maksymalna: 22 węzły
- Załoga: 374 osoby (w tym 24 oficerów)
- Możliwości przewozowe: 366 żołnierzy, 3 jednostki desantowe typu LCU lub 4 typu LCAC, 1 typu LCM.
W ładowni studniowej można było przewozić pojazdy w dwunastu kombinacjach

- Uzbrojenie:
  - 4 podwójne zestawy dział Mk 75 kal. 76 mm (później zdemontowane)
  - 2 zestawy działek Mk 38 kal. 25 mm
  - 2 zestawy obrony bezpośredniej Phalanx CIWS kal. 20 mm

- Dodatkowe wyposażenie:
  - radar nawigacyjny
  - radar do wykrywania celów powietrznych
  - anteny do łączności satelitarnej